# Mini mum
Mini mum — вид жаб родини карликових райок (Microhylidae). Описаний у 2019 році.

## Поширення
Ендемік Мадагаскару. Поширений у низовинних лісах на сході країни.

## Опис
Тіло завдовжки 9,7-11,3 мм.